# Popeye
Thủy thủ Popeye là một nhân vật hoạt hình hư cấu được sáng tạo bởi Elzie Crisler Segar. Nhân vật này xuất hiện lần đầu tiên vào ngày 17 tháng 1 năm 1929, trong bộ truyện tranh Thimble Theatre hàng ngày của King Features. Bộ truyện đã ở năm thứ mười khi Popeye ra mắt, nhưng chàng thủy thủ một mắt nhanh chóng trở thành nhân vật chính, và Thimble Theatre đã trở thành một trong những tài sản phổ biến nhất của King Features trong những năm 1930. Sau cái chết của Segar vào năm 1938, Thimble Theatre (sau đổi tên thành Popeye) được tiếp tục bởi một số nhà văn và họa sĩ, đáng chú ý nhất là trợ lý của Segar là Bud Sagendorf. Bộ truyện tranh tiếp tục xuất hiện trong các kỳ phát hành đầu tiên vào Chủ Nhật, do R. K. Milholland viết và vẽ. Các bộ truyện tranh hàng ngày là bản in lại của những câu chuyện cũ của Sagendorf.
Năm 1933, Max Fleischer đã chuyển thể các nhân vật trong Nhà hát Thimble thành một loạt phim hoạt hình ngắn chiếu rạp Popeye the Sailor cho Paramount Pictures . Những bộ phim hoạt hình này đã chứng tỏ là một trong những phim hoạt hình phổ biến nhất trong những năm 1930 và Fleischer Studios, sau này trở thành Famous Studios của Paramount, tiếp tục sản xuất cho đến năm 1957. Phim hoạt hình được sản xuất trong Thế chiến II bao gồm nội dung tuyên truyền của Đồng minh, giống như thường thấy trong các phim hoạt hình thời bấy giờ.  Những phim hoạt hình ngắn này hiện thuộc sở hữu của Turner Entertainment và được phân phối bởi công ty chị em Warner Bros.Trong nhiều năm qua, Popeye cũng đã xuất hiện trong truyện tranh, phim hoạt hình truyền hình, trò chơi điện tử, hàng trăm quảng cáo,, các sản phẩm ngoại vi từ rau bina đến kẹo thuốc lá, và bộ phim hành động trực tiếp năm 1980 do Robert Altman đạo diễn và Robin Williams đóng vai chính trong vai Popeye.
Charles M. Schulz cho biết, "Tôi nghĩ Popeye là một bộ truyện tranh hoàn hảo, nhất quán về nét vẽ và sự hài hước".  Năm 2002, TV Guide xếp Popeye ở vị trí thứ 20 trong danh sách "50 nhân vật hoạt hình vĩ đại nhất mọi thời đại".